# 詹姆斯·卡彭特

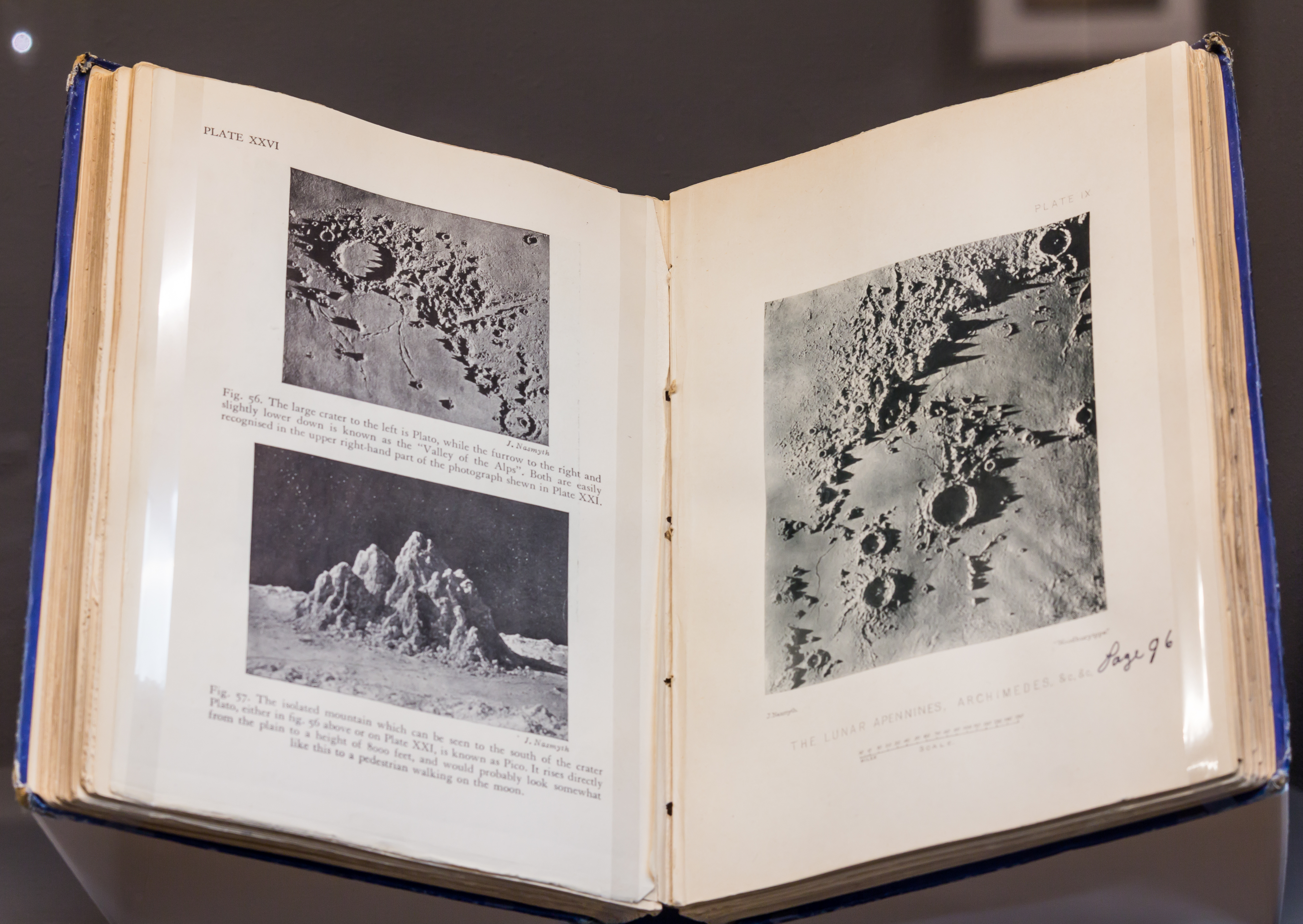
《月球，被看作是一颗星球、一个世界和一颗卫星》

詹姆斯·卡彭特（James Carpenter，1840年—1899年）是英国格林尼治皇家天文台的一名天文学家。19世纪60年代，他在皇家天文学家乔治·比德尔·艾里的指导下，首次进行了对恒星电磁波谱的观察分析。1861年-1862年他成功地观察了土星环的暗面，成为当时三位观察到该特征的天文学家之一，另外二位是威廉·弗雷（William Wray）和奥托·斯特鲁维。
1871年，他与工程师詹姆斯·内史密斯（James Nasmyth）合撰了一本标题为《月球，被看作是一颗星球、一个世界和一颗卫星》的图书。书中附有有趣的月表插图-以不同角度拍摄的月表石膏模型照片，这些月表图像比从望远镜中拍摄到的照片还要逼真。这二位作者都支持月球陨石坑起源于火山的观点，但后来该理论被证明是错误的。
月球上的卡彭特环形山就是以他和埃德温·弗朗西斯·卡彭特的名字共同命名的。

## 备注
1. ↑  . The Royal Observatory Greenwich.   [2017-10-05]. （原始内容存档于2020-12-13）.
2. ↑  Richard Anthony Proctor. . Longman, Roberts, & Green. 1865: 65–67.
3. ↑  James Nasmyth, James Carpenter. . Scribner & Welford. 1885  [2017-10-05]. （原始内容存档于2019-12-06）.
4. 1 2  . ESA. 2006  [2017-10-05]. （原始内容存档于2019-10-04）.
5. ↑  Cesare Barbieri, Francesca Rampazzi. . Springer. 2001: 213. ISBN 9780792370895.